# Neolescuraea
Neolescuraea là một chi rêu trong họ Leskeaceae.